# Lamyra castellanii
Lamyra castellanii är en tvåvingeart som först beskrevs av Hradsky 1962.  Lamyra castellanii ingår i släktet Lamyra och familjen rovflugor. Inga underarter finns listade i Catalogue of Life.